# Masaharu Taguchi
Masaharu Taguchi (n. 9 ianuarie 1916, Kyoto, Japonia – d. 29 iunie 1982) a fost un înotător ce a reprezentat Japonia, medaliat olimpic. A participat la o ediție a Jocurilor Olimpice (1936) în care a câștigat o medalie de aur.

## Participări
Lista de mai jos prezintă principalele competiții la care a participat Masaharu Taguchi de-a lungul carierei.
- Olympische Sommerspiele 1936/Schwimmen – 4 × 200 m Freistil (Männer)[*]